# 구황
구황(具皇, 1991년 5월 15일 ~ )은 전 KBO 리그 NC 다이노스의 외야수이다.

## NC 다이노스 시절
2014년에 입단하였다.

## 연봉
| 연도   | 연봉      | 인상률(%) | 비고   |
| ------ | --------- | --------- | ------ |
| 2014년 | 2,400만원 |           |        |
| 2015년 | 2,700만원 | 12.5      |        |
| 2016년 |           |           | 군복무 |

## 출신 학교
- 서울영일초등학교
- 영남중학교
- 충암고등학교
- 동국대학교